# Limón (Panama)
Limón è un comune (corregimiento) della Repubblica di Panama situato nel distretto di Colón, provincia di Colón. Si estende su una superficie di 74,8 km² e conta una popolazione di 4.665 abitanti (censimento 2010).